# Malinová (Repubblica Ceca)
Malinová è un comune della Repubblica Ceca facente parte del distretto di Rakovník, in Boemia Centrale.